# Matt Lukin
Pour les articles homonymes, voir Lukin.
Matthew David Lukin dit Matt Lukin, né le 16 août 1964 à Aberdeen (Washington), est un musicien américain, bassiste et membre fondateur des groupes Melvins et Mudhoney,. 

## Biographie

### Melvins (1983-1987)
Lukin a cofondé les Melvins en 1983 avec le guitariste/chanteur Buzz Osborne et le batteur Mike Dillard à Montesano où ils ont fréquenté ensemble le lycée. Le groupe est d'abord un groupe de reprises de Jimi Hendrix avant de devenirun groupe de punk hardcore. Alors qu'il est avec les Melvins, Lukin enregistre Mangled Demos from 1983 et le premier album complet du groupe, Gluey Porch Treatments. Il a également joué de la basse sur les quatre contributions du groupe pour la compilation Deep Six.
En 1987, le groupe se dissout temporairement. Selon Lukin, Osborne lui a dit qu'il allait déménager à San Francisco pour vivre avec sa petite amie de l'époque, Lori Black, et que les Melvins, par conséquent, se sépareraient. Mais Lukin découvre que Dale Crover, qui a remplacé Dillard, a également déménagé là-bas et qu'ils ont engagé Black pour jouer de la basse et relancé le groupe. 

### Mudhoney (1988–2001)
Restant à Washington, Lukin forme le groupe grunge Mudhoney avec le chanteur Mark Arm et le guitariste Steve Turner, tous deux anciennement de Green River, et le batteur Dan Peters, anciennement de Bundle of Hiss (en).
Lukin joue de la basse sur les cinq premiers albums studio de Mudhoney ainsi que sur deux EP et de nombreux singles. Il quitte le groupe en juin 1999 mais y retourne en décembre 2000 pour une tournée qui dure jusqu'en janvier 2001.
En 1996, Pearl Jam écrit et enregistre une chanson punk courte et rapide intitulée Lukin en son honneur.
Depuis son départ de Mudhoney en 2001, il ne participe à aucun projet et travaille comme charpentier dans la région de Seattle.

## Discographie

### AvecMelvins
- Melvins (1986)
- Gluey Porch Treatments (1987)
- 10 Songs (1991 ; enregistré en 1986)
- 26 Songs (2003)
- Mangled Demos from 1983 (2005)

### AvecMudhoney
- Superfuzz Bigmuff (1988)
- Boiled Beef & Rotting Teeth (1989)
- Mudhoney (1989)
- Superfuzz Bigmuff Plus Early Singles (1990)
- Every Good Boy Deserves Fudge (1991)
- Piece of Cake (1992)
- Five Dollar Bob's Mock Cooter Stew (1993)
- My Brother the Cow (1995)
- Tomorrow Hit Today (1998)